# Asagumo (1938)

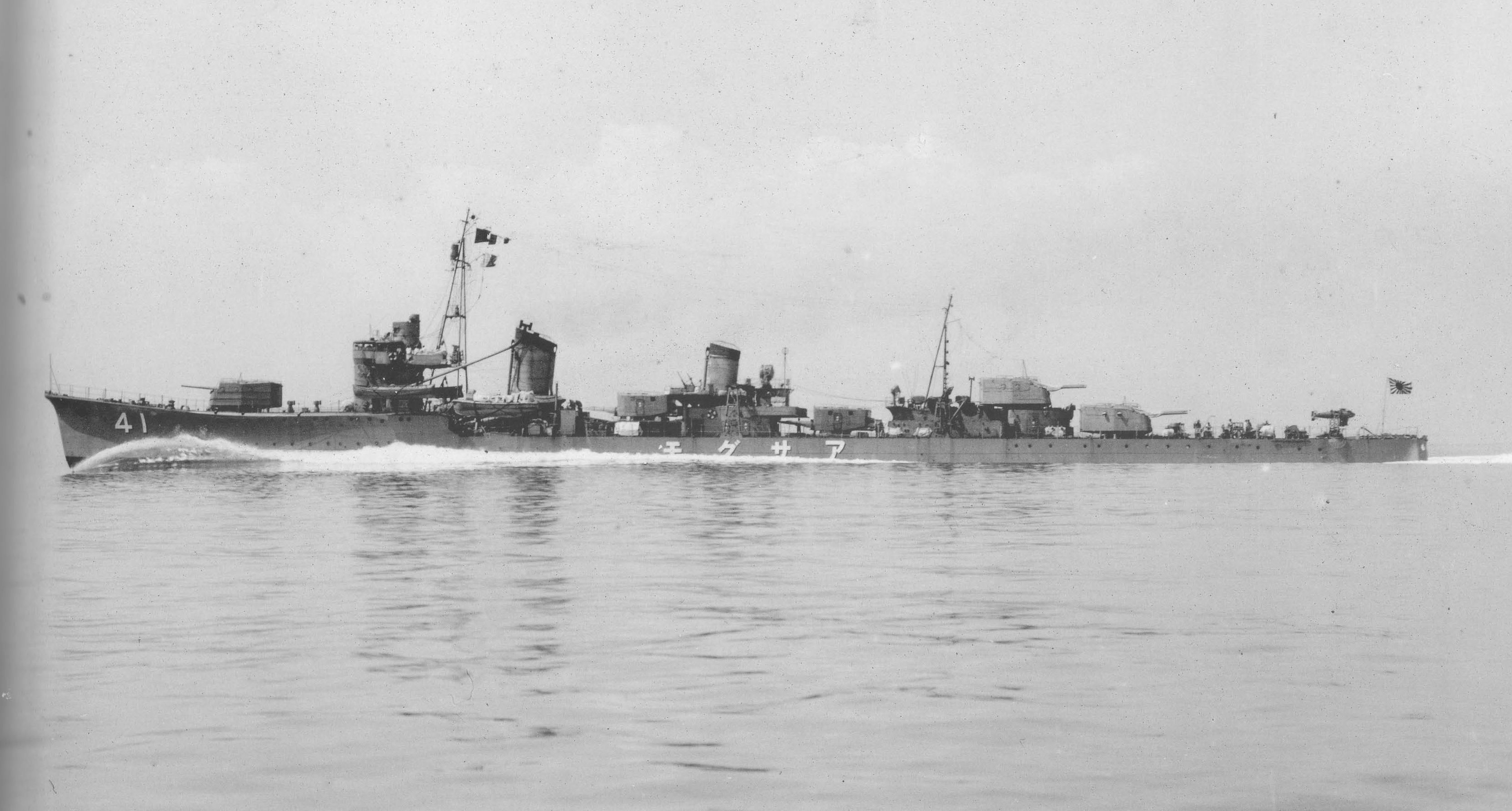
L'Asagumo en septembre 1939

Pour les articles homonymes, voir Asagumo.
L'Asagumo est un destroyer de classe Asashio de la marine impériale japonaise.

## Historique
Il a été construit au chantier naval Kawasaki de Kobe et mis en service le 30 avril 1938. 
Il a participé à l'opération Ke en 1943.
Le navire a été coulé le 25 octobre 1944 lors de la Bataille du golfe de Leyte.
En 2017, le navire océanographique de Paul Allen RV Petrel a localisé les épaves des destroyers japonais Michishio, Yamagumo et Asagumo dans le détroit de Surigao.